# Уртадо де Мендоса, Гарсия
Гарси́я Урта́до де Мендо́са, 4-й маркиз Канье́те (исп. García Hurtado de Mendoza y Manrique, cuarto Marqués de Cañete; 21 июля 1535, Куэнка, Испания — 19 мая 1609, Мадрид, Испания) — испанский дворянин, военный, чиновник. Губернатор Чили 1557—1561 и вице-король Перу 1590—1596.

## Молодость
Гарсия Уртадо де Мендоса родился в древней аристократической семье, его отцом был Андрес Уртадо де Мендоса, один из первых вице-королей Перу, а матерью — Магдалена де Манрике, графиня Осорно, которая принадлежала к одной из самых влиятельных в Испании семей.
В 1552 году, в семнадцатилетнем возрасте Гарсия Уртадо де Мендоса бежал из дома с целью сопровождать короля Карлоса I в его военном походе на Корсику. Он также сопровождал короля во многих других походах, в Тоскане, Брюсселе и в Италии.
После того как он узнал, что его отец направлен вице-королём в Перу, Гарсия Уртадо де Мендоса вернулся в Испанию и попросил также послать его в Америку. По пути в Америку он встретился с Херонимо де Альдерете, который был назначен преемником Вальдивии на посту губернатора Чили. Во время этой поездки Херонимо де Альдерете скончался, а в Перу был созван совет из чилийских представителей, на котором старшим чиновником был отец Гарсии Андрес Уртадо де Мендоса, на тот момент вице-король Перу. Чилийские представители разделились на два лагеря, поддерживающих двух разных кандидатов, Франсиско де Агирре и Франсиско де Вильягрa, но в результате споров к единому мнению прийти так и не удалось. Тогда вице-король решил назначить на этот пост своего сына Гарсию Уртадо де Мендоса, считая, что его сыну удастся объединить два этих противоборствующих лагеря конкистадоров.
Таким образом, в возрасте 21 года Гарсия Уртадо де Мендоса отправился в Чили для того, чтобы возглавить колонию. Мендоса гордился своим высоким происхождением и был крайне надменным, но в то же время храбрым молодым человеком. Из-за своего непростого характера он приобрёл множество скрытых врагов в своём ближайшем окружении.

## Губернаторство в Чили

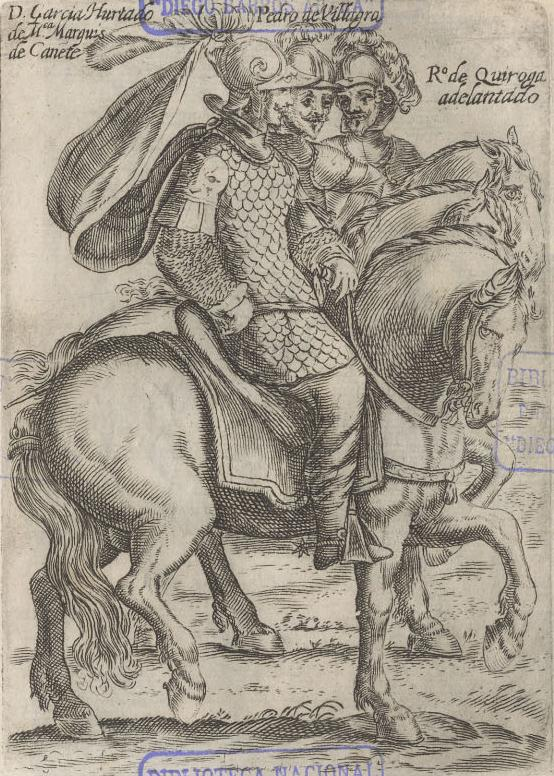
Мендоса, Педро де Вильягра и Родриго де Кирога на изображении Алонсо де Овалье.

В Чили новый губернатор отправился вместе с пятью сотнями испанцев, часть из которых отправилась сухопутным путём, а часть вместе с губернатором отправилась морским. В честь своего сына вице-король устроил банкет и торжественные проводы.
Франсиско де Агирре, управлявший тогда колонией, принял нового губернатора в Ла-Серене достаточно гостеприимно. Примерно в то же самое время в Ла-Серену прибыл Франсиско де Вильягрa. Зная об их вражде и стремлению к власти в колонии, новый губернатор приказал арестовать их и поместить под стражу на корабль.
Вскоре губернатор отправился в Сантьяго, а затем отправился в Консепсьон, где он вынужден был проводить высадку и устраивать временный лагерь под сильным ливнем. Там же он пытался наладить нормальные отношения с местными индейскими племенами, но в результате между испанцами и индейцами вспыхнула настоящая война. Как и везде, испанцы пытались обратить индейцев в христианство, но эта затея не увенчалась успехом. Основным и самым сильным врагом испанцев стали племена арауканов. В результате кровопролитных сражений, шедших с переменным успехом, испанцы всё же смогли обосноваться на этой земле, хотя полностью прекратить нападения индейцев не смогли. В этой войне испанцами было убито множество индейцев и почти полностью истреблены их лидеры. После подавления активного сопротивления индейцев политика испанцев в регионе была направлена на их истребление. Их нещадно грабили и эксплуатировали, что сеяло семена новых восстаний.
Из-за своего гневного характера и гордыни губернатор лишился поддержки многих своих соратников и нажил себе много врагов. В скором времени он узнал, что король Испании отправил его отца в отставку с поста вице-короля Перу, а в Чили новым губернатором был назначен Франсиско де Вильягрa. Испугавшись ослабевшей поддержки отца и того, что Вильягрa будет мстить за то, что он заключил его под стражу, Мендоса решил скорее уехать из Чили. Вскоре он прибыл в Сантьяго, где узнал о том, что назначенный королём преемник его отца скончался, и это значило, что его отец продолжит пребывать на посту вице-короля ещё какое-то время. Мендоса тогда решил остаться в Сантьяго и дождаться Вильягрa, чтобы поговорить с ним о будущем колонии. Вильягрa встретил его холодно, но не вспоминая былых обид.
Во время его пребывания в Сантьяго в Чили была установлена мита, которая наложила тяжкую трудовую повинность на индейцев.

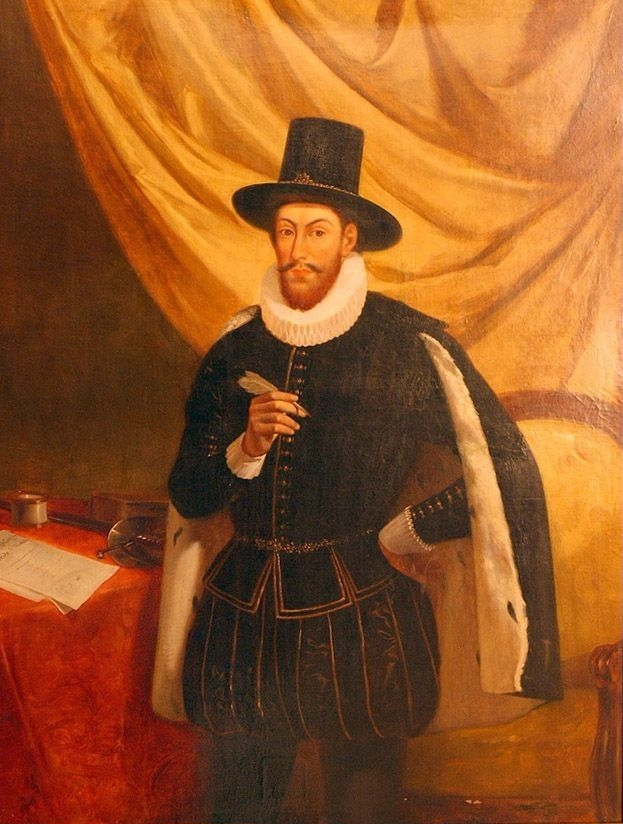
Гарсия Уртадо де Мендоса.

Вскоре Гарсия Уртадо де Мендоса получил сведения о плохом самочувствии отца, и о возможной скорой его кончине. Он принял решение незамедлительно выехать в Перу, а в качестве временного губернатора назначил Родриго де Кирога, а не Вильягрa.

## Судебное преследование в Перу
В Перу он был подвергнут судебному преследованию за его ненадлежащие действия в Чили. Он был обвинён в различных злоупотреблениях и произволе, а именно — в конфискации имущества у энкомьендерос, плохом обращении с солдатами, хищениях и многом другом. Мендоса был признан виновным по 196 пунктам, и приговорён к штрафам и запрету выезда из Лимы до их уплаты. Он стал первым губернатором Чили, действия которого подвергли расследованию в соответствии с испанскими законами.

## Возвращение в Испанию
Однако Гарсия Уртадо де Мендоса к тому времени уже отбыл в Испанию. Возвратившись, он предоставил обширный отчёт королю Филиппу и Совету Индии. Высокое положение его семьи, а также дошедшая до короля информация о его полезных делах для короны заставили всех быстро забыть о его обвинениях. Вскоре он был также признан победителем индейских племён арауканов, которых, как посчитали, не смогли до этого усмирить более опытные конкистадоры из «первой волны».
В Мадриде он поступил на службу в королевскую Гвардию, а после служил представителем короля в Милане.

## Вице-король Перу
В 1590 году Гарсия Уртадо де Мендоса возвратился в Америку, теперь уже в должности вице-короля Перу. Его назначение положительно сказалось также на положении дел в Чили, поскольку он оказывал влияние на колонию, исходя из своего былого опыта.
На посту вице-короля ему часто приходилось конфликтовать с архиепископом Лимы Торибио де Могровехо, всякий раз, когда государственная и церковная власть сталкивалась в каком-либо противоречии. Так, например, серьезный спор возник при строительстве и вводе в эксплуатацию семинарии в Лиме, насчет того, чей герб поместить над входом — королевский или епископский.
После окончания своих полномочий в 1596 году Уртадо де Мендоса возвратился в Испанию. Скончался в Мадриде 19 мая 1609 года.